# Apocaulus foveiceps
Apocaulus foveiceps är en skalbaggsart som först beskrevs av Edgar von Harold 1878.  Apocaulus foveiceps ingår i släktet Apocaulus och familjen långhorningar.
Artens utbredningsområde är:
- Angola.
- Benin.
- Gabon.
- Ghana.
- Nigeria.
- Niger.
- Togo.

Inga underarter finns listade i Catalogue of Life.